# Вествуд, Вивьен
Дама Вивье́н Изабе́ль Ве́ствуд (англ. Vivienne Isabel Westwood; урождённая Суайр (англ. Swire); 8 апреля 1941, Тинтвисл, Чешир, Англия — 29 декабря 2022, Клэпхэм, Большой Лондон, Англия) — британский модельер, считается основательницей стиля панк в высокой моде. Дама-командор ордена Британской империи. По данным на 2021 год, состояние дизайнера превышало 50 млн долларов.

## Биография
Вивьен Изабель Суайр родилась в небогатой семье в деревне Тинтвисл на северо-западе Англии в графстве Чешир (с 1974 года — графство Дербишир), окончила среднюю школу в соседнем Дербишире. В 1958 году вместе с семьёй переехала в Лондон, где поступила в школу художников «Харроу». Затем училась в школе художественного искусства «Трент парк».
В 1962 году вышла замуж за Дерека Вествуда (Derek Westwood). В этом браке у неё родился сын Бен. Спустя три года супруги развелись, при этом Вивьен оставила себе фамилию мужа. Хотя из-за замужества ей пришлось оставить художественную школу, она получила педагогическое образование и работала учителем.
В середине 1960-х Вивьен познакомилась с модельером и андеграундным музыкантом Малькольмом Маклареном, с которым затем жила гражданским браком. В 1967 году у них родился сын Джозеф (в 1994 году Джо Корр с женой Сереной Риз стали основателями бренда нижнего белья Agent Provocateur).
В 1970 году Вивьен начала заниматься дизайном. В 1971 году вместе с Маклареном они открыли собственный магазин неформальной байкерской и панковской одежды Let It Rock. Его вывеска и внутренний дизайн менялись несколько раз в соответствии с вещами, предлагаемыми на продажу. В 1973—1974 годах магазин носил название Too Fast To Live Too Young To Die, в 1974—1976 годах — Sex. В этот же период Макларен стал менеджером и идейным вдохновителем панк-группы Sex Pistols. Вместе с ним Вивьен разработала стиль одежды для музыкантов группы. В 1975 вместе с Маклареном, когда тот арендовал катер для выступления Sex Pistols на Темзе, была арестована лондонской полицией — скандал принёс группе дополнительную рекламу.
В 1981 году Вивьен Вествуд создала собственный бренд одежды Vivienne Westwood. В качестве лейбла она выбирает изображение королевской державы; свой собственный образ модельер также строит на ассоциации с обликом королевы Елизаветы. В этот период она увлекается историческим костюмом. В своих коллекциях широко использует ретроспекцию, дерзко соединяя старинные корсеты, кринолины, турнюры и прочие аксессуары викторианского и, особенно, елизаветинского стиля с элементами панк-одежды. Её модели также отличают активное применение тартана, в том числе для драпировок, и асимметричный крой. В 1990-х Вествуд становится второй женщиной-модельером Британии после Мэри Куант, кто представляет свои коллекции в Париже.
В 1992 году вышла замуж за своего бывшего ученика, австрийского дизайнера Андреаса Кронталера (Andreas Kronthaler).
В 2008 году Вивьен Вествуд была приглашена в качестве профессора в Академию прикладных искусств в Вене.
Скончалась 29 декабря 2022 года на 82-м году жизни у себя дома в Лондоне.

### Эра панка
Вествуд была одним из основателей феномена панк-моды 1970-х годов, она говорила: "Я была мессианкой в отношении панка, видя, можно ли каким-то образом вставить спицу в систему". Магазин SEX, которым она управляла совместно с Маклареном, был местом встречи первых членов лондонской панк-сцены. Вествуд также вдохновляла стиль икон панка, таких как Вивиан Альбертин, которая написала в своих мемуарах: "Вивьен и Малкольм использовали одежду, чтобы шокировать, раздражать и вызывать реакцию, но также и вдохновлять на перемены. Мохеровые джемперы, вязаные на больших спицах, настолько свободно, что сквозь них видно все, футболки, изрезанные и исписанные от руки, швы и ярлыки снаружи, показывающие конструкцию вещи; эти взгляды отражаются в музыке, которую мы делаем. Это нормально - не быть совершенным, показывать труды своей работы и свои ценности в песнях и одежде".

### Политический активизм
Вивьен Вествуд также известна как политический активист. Осенью 2005 года вывела на подиум манекенщицу в майке с надписью «Я — не террорист, не арестовывайте меня» (I AM NOT A TERRORIST, please don’t arrest me), протестуя против иммиграционной политики Великобритании. Модель поступила в продажу по цене 50 фунтов.
На протяжении почти всей своей жизни Вествуд была сторонницей лейбористов, однако в 2007 году решила сменить свои политические ориентиры и присоединилась к консерваторам.
Весной 2008 года участвовала в акции Campaign for Nuclear Disarmament рядом с ядерным комплексом Atomic Weapons Establishment в Олдермастоне (Западный Беркшир).
В 2014 году поддержала идею независимости Шотландии, сказав, что Англия тянет её вниз.
В 2015 году подъехала на танке к дому премьер-министра Дэвида Кэмерона на Даунинг-стрит в знак протеста против добычи сланцевой нефти.
В июле 2020 года, заперев себя в виде канарейки в большой «птичьей клетке», провела около здания уголовного суда в Лондоне акцию в поддержку основателя WikiLeaks Джулиана Ассанжа.

## Признание
- 1992 — Дама-офицер Ордена Британской империи (награда получена из рук королевы Елизаветы II в Букингемском дворце)
- 2006 — Дама-командор Ордена Британской империи
- 2001 — звание королевского дизайнера[англ.] Королевского общества искусств
- 1990, 1991, 2006 — «дизайнер года» Великобритании, British Fashion Awards[англ.].
- В 2018 году вышел документальный фильм режиссёра Лорны Такер «Вествуд: панк, икона, активист»

## Бренд Vivienne Westwood
В мире открыто более 500 бутиков Vivienne Westwood. Под этой маркой выпускается несколько линий одежды:
- Vivienne Westwood gold label — одежда ручной работы;
- Vivienne Westwood red label — женская одежда для молодёжи;
- Vivienne Westwood Man — мужская одежда;
- Vivienne Westwood Anglomania — повседневная одежда в стиле кэжуал.

В 1995—2008 годах интересы дизайнера в России представляла Ольга Родионова, с которой Вивьен дружила семьями. В 2013 году она открыла магазин «Вивьен Вествуд» в Амстердаме.